# Top Model of the World
Top Model of the World je mezinárodní soutěž krásy, založená a poprvé konající v roce 1993 organizací Globana Group v Miami na Floridě jako konkurence Supermodel of the World. Dnes je ve vlastnictví World Beauty Organization.
V roce 1996 se přemístila do Německa a kde až do roku 2004 působila. V roce 2005-2006 byla organizována v Číně a v roce 2007 v Egyptě. Od roku 2008 opět působí v Německu.
V roce 2001 se stala Top Model of the World Češka Renata Janečková v německém Kaiserslauternu.

## Vítězky soutěže
| ročník | rok  | Vítězka             | Země                   | Místo konání          | Datum konání    |
| ------ | ---- | ------------------- | ---------------------- | --------------------- | --------------- |
| 1.     | 1993 | Francesa Bologna    | Itálie                 | Miami                 |                 |
| 2.     | 1994 | Claudine Obert      | Francie                | Miami                 |                 |
| 3.     | 1995 | Jaquline Aguilera   | Venezuela              | Miami                 |                 |
| 4.     | 1996 | Seline Mendez       | Dominikánská republika | Koblenz               |                 |
| 5.     | 1997 | Franzisca Schaub    | Německo                | Legden                |                 |
| 6.     | 1998 | Michelle Khan       | Trinidad a Tobago      | Magdeburk             |                 |
| 7.     | 1999 | Suzana Fabryova     | Slovensko              | Frankfurt nad Mohanem |                 |
| 8.     | 2000 | Yeliz Celiskan      | Turecko                | Vreden                |                 |
| 9.     | 2001 | Renata Janečková    | Česko                  | Kaiserslautern        |                 |
| 10.    | 2002 | Natascha Börger     | Německo                | Cáchy                 |                 |
| 11.    | 2003 | Nihan Akkus         | Turecko                | Cáchy                 |                 |
| 12.    | 2004 | Sun Na              | Čína                   | Karlsruhe             |                 |
| 13.    | 2005 | Dominika van Santen | Venezuela              | Humen                 |                 |
| 14.    | 2006 | Michelle de Leon    | Filipíny               | Kchun-ming            | 14. února 2006  |
| 15.    | 2007 | Alessandra Alores   | Německo                | Hurghada              | 18. ledna 2007  |
| 16.    | 2008 | Debora Lyra         | Brazílie               | Berlín                | 4. dubna 2008   |
| 17.    | 2009 | Carolina Rodriguez  | Kolumbie               | Dortmund              | 21. února 2010  |
| 18.    | 2010 | Loredana Salanta    | Rumunsko               | Uznojem               |                 |
| 19.    | 2011 | Luna Voce           | Itálie                 | Hohenberg-Dortmund    |                 |
| 20.    | 2012 | Monica Palacios     | Kolumbie               | El Gouna              | 29. března 2012 |

### Počet vítězství jednotlivých zemí
| Země                   | Počet titulů | Roky vítězství   |
| ---------------------- | ------------ | ---------------- |
| Německo                | 3            | 1997, 2002, 2007 |
| Venezuela              | 2            | 1995, 2005       |
| Itálie                 | 2            | 1993, 2011       |
| Turecko                | 2            | 2000, 2003       |
| Česko                  | 2            | 2001, 2022       |
| Kolumbie               | 2            | 2009, 2012       |
| Franicie               | 1            | 1994             |
| Dominikánská republika | 1            | 1996             |
| Trinidad a Tobago      | 1            | 1998             |
| Slovensko              | 1            | 1999             |
| Čína                   | 1            | 2004             |
| Filipíny               | 1            | 2006             |
| Brazílie               | 1            | 2008             |
| Rumunsko               | 1            | 2010             |

## Úspěchy českých dívek
| Ročník                      | jméno a příjmení  | umístění                    |
| --------------------------- | ----------------- | --------------------------- |
| Top Model of the World 2001 | Renata Janečková  | vítězka                     |
| Top Model of the World 1996 | Jana Festová      | I. vicemiss                 |
| Top Model of the World 2006 | Mirka Košťanová   | TOP 15                      |
| Top Model of the World 2007 | Michaela Řeháková | TOP 15, The Best of Catwalk |
| Top Model of the World 2008 | Kateřina Štosová  |                             |
| Top Model of the World 2010 | Eliška Bučková    | TOP 10                      |